# Бърти (окръг, Северна Каролина)
Окръг Бърти (на английски: Bertie County) е окръг в щата Северна Каролина, Съединени американски щати. Площта му е 1919 km², а населението – 19 85 души (2016)4. Административен център е град Уиндзър.